# جيمس براي
جيمس براي (بالإنجليزية: James Bray)‏ (11 أكتوبر 1790 - 31 يناير 1869) هو لاعب كريكت بريطاني (وحمل سابقاً جنسية المملكة المتحدة لبريطانيا العظمى وأيرلندا ومملكة بريطانيا العظمى).